# Dee (dopływ Zatoki Liverpoolskiej)
Dee (ang. River Dee, wal. Afon Dyfrdwy) – rzeka w Wielkiej Brytanii, w północnej Walii (hrabstwa Gwynedd, Denbighshire, Wrexham) i północno-zachodniej Anglii (hrabstwa Shropshire, Cheshire i Merseyside), dopływ Morza Irlandzkiego, o długości 110 km.
Źródła rzeki znajdują się w Walii, na terenie parku narodowego Snowdonia, u wschodniego podnóża szczytu Dduallt, na wysokości około 450 m n.p.m. Rzeka początkowo płynie w kierunku północno-wschodnim i przepływa przez jezioro Bala (Llyn Tegid). Dalej rzeka skręca na wschód, przepływa przez miasto Llangollen. Koło Cefn-mawr nad rzeką przebiega akwedukt Pontcysyllte, wpisany na listę światowego dziedzictwa UNESCO. Rzeka dociera następnie do granicy angielskiej, której wyznacza fragmenty, i skręca na północ, od wschodu opływając Wrexham. W końcowym biegu rzeka przepływa przez Chester, gdzie skręca na północny zachód. Za miastem Connah’s Quay tworzy estuarium, na zachód od półwyspu Wirral, którym uchodzi do Zatoki Liverpoolskiej (Morze Irlandzkie).